# Malexanders kyrka
Malexanders kyrka är en kyrkobyggnad i Malexander i Boxholms kommun, södra Östergötland.

## Historik
Redan på 1200-talet lär en kyrka ha funnits i Malexander. Den första kända uppgiften om en kyrka är dock från 1345 då Birgitta Birgersdotters ingifte morbror, Knut Jonsson, som var ägare till den närbelägna Aspenäs gård, testamenterade pengar till kyrkan och prästen Lambertus. Denna kyrka, som var av trä, eldhärjades 1587 och en ny träkyrka uppfördes på platsen. Sakristian, som var av sten, kan ha klarat branden och ingått i den nya träkyrkan.
Under 1800-talet hade traktens befolkning blivit så talrik att kyrkan inte längre räckte till. 1877 påbörjades uppförandet av en stenkyrka alldeles söder om den gamla träkyrkan. 1881 var bygget slutfört enligt arkitekt  Ernst Jacobssons ritningar och byggmästare Johan Sundqvist, året efter revs träkyrkan. Man lät dock fotografera den innan den revs. Den nya kyrkan blev en rymlig kyrkobyggnad i medeltidsromantisk stil. Den bestod av ett rektangulärt långhus  med ett halvrunt kor i öster med bakomliggande sakristia och torn i väster. Vintern 1929  uppstod en brand som förvandlade kyrkan till en svartbränd ruin.
Eftersom murarna av den eldhärjade kyrkan var i gott skick kunde dessa användas vid återuppbyggnad av kyrkan. Arkitekt Johannes Dahl från Tranås svarande för ritningarna och som byggmästare anlitades Hjalmar Linder från Mjölby. 1931 var kyrkan färdig. Det som skilde kyrkans exteriör från den tidigare kyrkan var endast den höga spetsiga tornspiran. 
Interiören ändrades något. Långhusets västra del avdelades för sakristia och personalutrymme varvid kyrkorummets storlek blev förminskat. Koret frilades helt p.g.a. sakristians förflyttning.
Kyrkan fick elektriskta ljus 1948 och elvärme 1968. 1977 utfördes yttre putsrenovering och ommålning av utvändiga snickerier av Ingenjör Ture Jangvik, K-Konsult. Isolering av långhusvinden och en ny tornspira. Då den gamla trästommen var murken. Detta arbete utfördes 1987 av byggmästare Forsberg.
Som i Mjölby kyrka glasmålningar komponerade av Charles Crodel i München; se också Högby kyrka.

## Inventarier
- Altaruppställning bestående av två grönmarmorerade kolonner som inramar en altartavla från 1933 av Jerk Werkmäster med motiv: Jesus välsignar barnen. Skänktes av

Ellen Kugelberg.
- Dopfunt tillverkad i körsbärsträ  1954 av Bernhard Fäldt, Tranås.

- Korfönster med glasmåleri utfört av professor Charles Crodel, München.

- Predikstol med ljudtak.

- Öppen bänkinredning.

- Orgelläktare.

- Två stycken kyrkklockor med gamla storklockans malm ingjuten. Tillverkade 1931 av klockgjutare KG Bergholtz, Stockholm.

## Orgel
- 1832 köpte man orgeln från Harstad kyrka som renoverades. Den bestod av 6 stämmor och bihangspedal.
- 1900 byggdes en orgel av Åkerman och Lund. Den förstördes i kyrkobranden 1929.
- Orgel  byggd 1932  av  orgelfirman Åkerman & Lund, Sundbyberg. Den är pneumatisk och har registersvällare.

| Huvudverk I C-g3    | Svällverk II C-g3 | Pedal C-f1      | Koppel    | Övrigt           |
| Borduna 16’         | Basetthorn 8’     | Subbas 16’      | I/P       | Registersvällare |
| Principal 8’        | Rörflöjt 8’       | Ekobas 16’ (tr) | II/P      | Tutti            |
| Flûte harmonique 8’ | Salicional 8’     |                 | II/I      | Utlösning        |
| Gamba 8’            | Voix celeste 8’   |                 | I 16'/I   |                  |
| Oktava 4’           | Ekoflöjt 4'       |                 | I 4'/I    |                  |
| Trumpet 8’          | Crescendosvällare |                 | II 16'/I  |                  |
|                     |                   |                 | II 4'/I   |                  |
|                     |                   |                 | II 16'/II |                  |

## Organister
- 1500-talet Hans
- 1613 Jöns Klockare
- 1634-44 Sven Larsson
- 1669-1673 Sven Klockare
- 1673-1692 Anders Svensson
- 1692-1706 Pehr Larsson
- 1706-1709 Hans Bengtsson
- 1714-1723 Anders Larsson
- 1727-1743 Anders Andersson
- 1743-1751 Anders Andersson d. y.
- 1751-1755 Gabriel Strömberg
- 1755-1768 Pehr Kindström
- 1769-1803 Christoffer Hertzberg (-1806)
- 1803-1828 Sven Hertzberg
- 1828-1833 Samuel Pettersson
- 1833-(åtminstone 1860) Nils Peter Åhlström
- 1888-1930 Henning Sixten Breitholtz
- 1930-(åtminstone 1934) Sven Ingemar Tysk

## Kyrkogården
Kyrkogårdens huvudingång ligger framför tornet i väster och har fyrkantiga grindstolpar av granit med svarta smidesgrindar. Det finns en till ingång från klockargården i norr.

### Gripensköld-Kinningmundtska gravkoret
På östra sidan om kyrkan ligger Gripensköld-Kinningmundtska gravkoret. Det byggdes 1789 och låg då i den gamla kyrkogårdens sydöstra hörn. Gravkoret har en kvadratisk plan, vita slätputsade fasader och ett spånklätt topptak. Mot väster finns en stickbågig tjärad enkeldörr med fiskbenspanel. Inne i byggnaden ligger ett betonggolv, väggarna är vitputsade och taket är ett plant trätak. I byggnad finns två äldre kistor. Det fanns tidigare gravkor i de andra hörnen på kyrkogården enligt en karta från 1817. Ett av dessa gravkor revs 1863 och de övriga två troligen i samband med byggandet av stenkyrkan. 

### Malexanders gravkapell
På östra sidan om kyrkan finns det ett gravkapell med kvadratisk plan, vita slätputsade fasader och ett spånklätt topptak krönt av ett kors. 
Ovanför altaret i trä finns en altartavla av J Åkerman.

## Bildgalleri

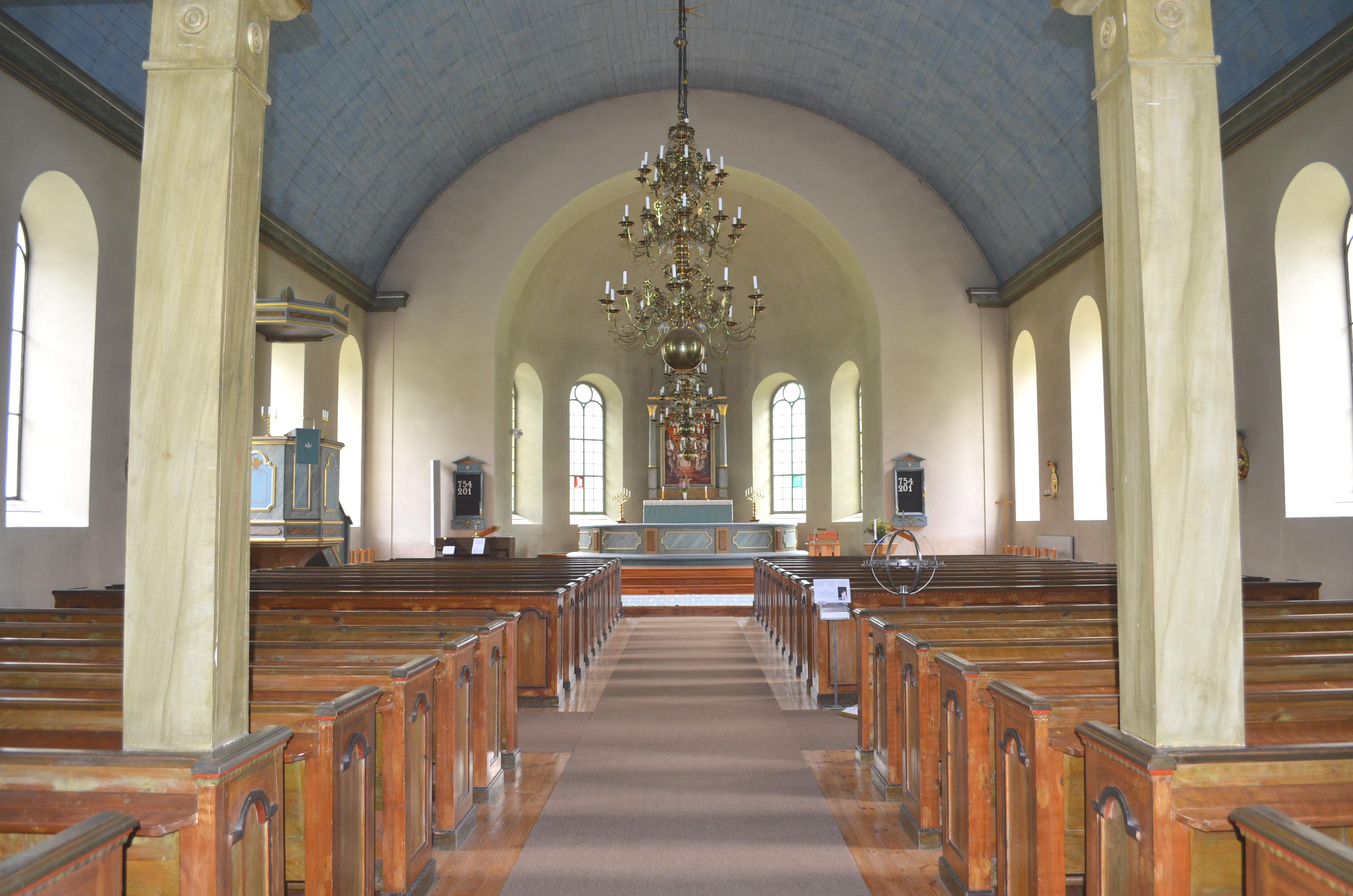
Malexanders kyrkas kyrksal
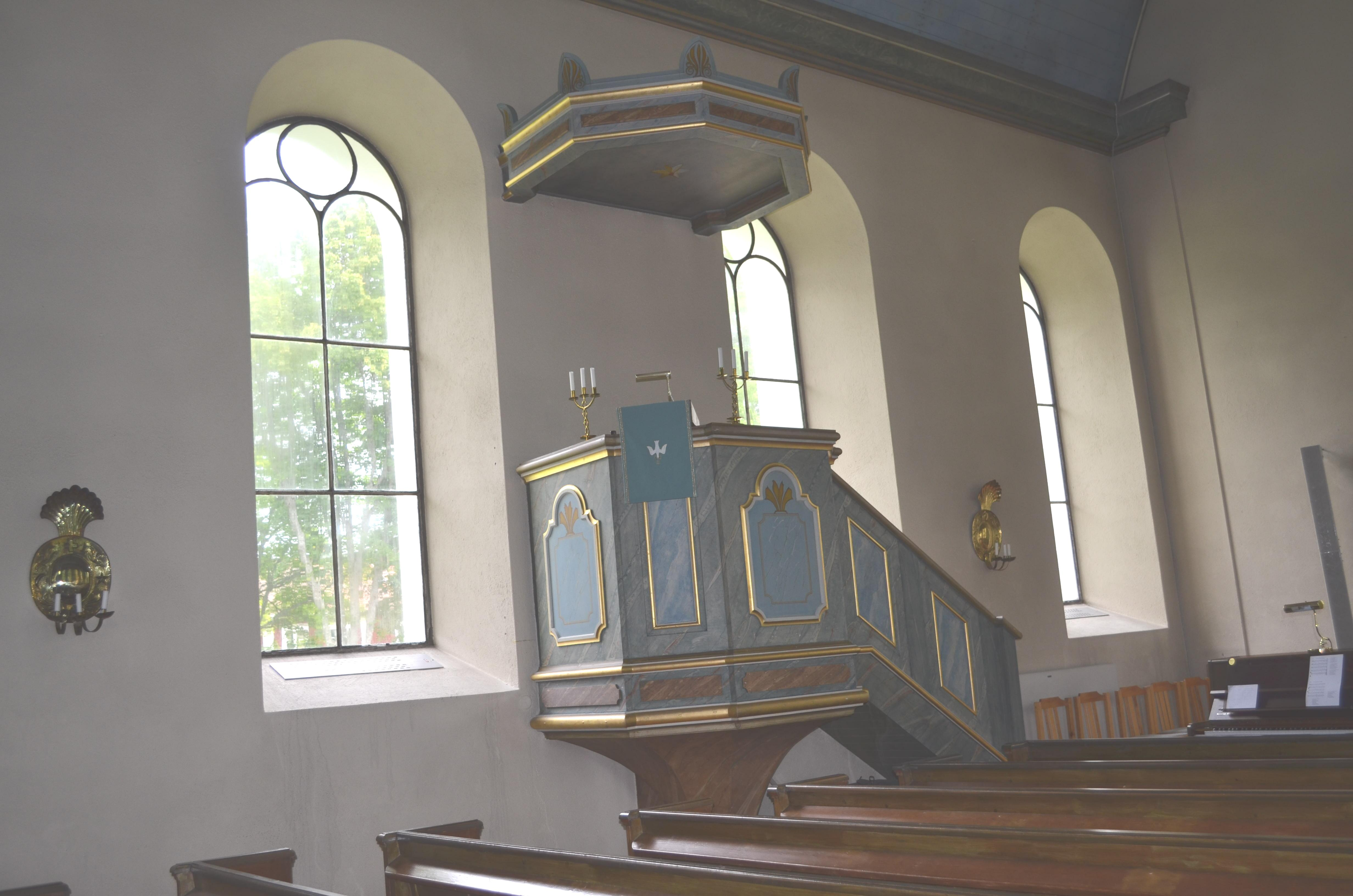
Malexanders kyrkas predikstol
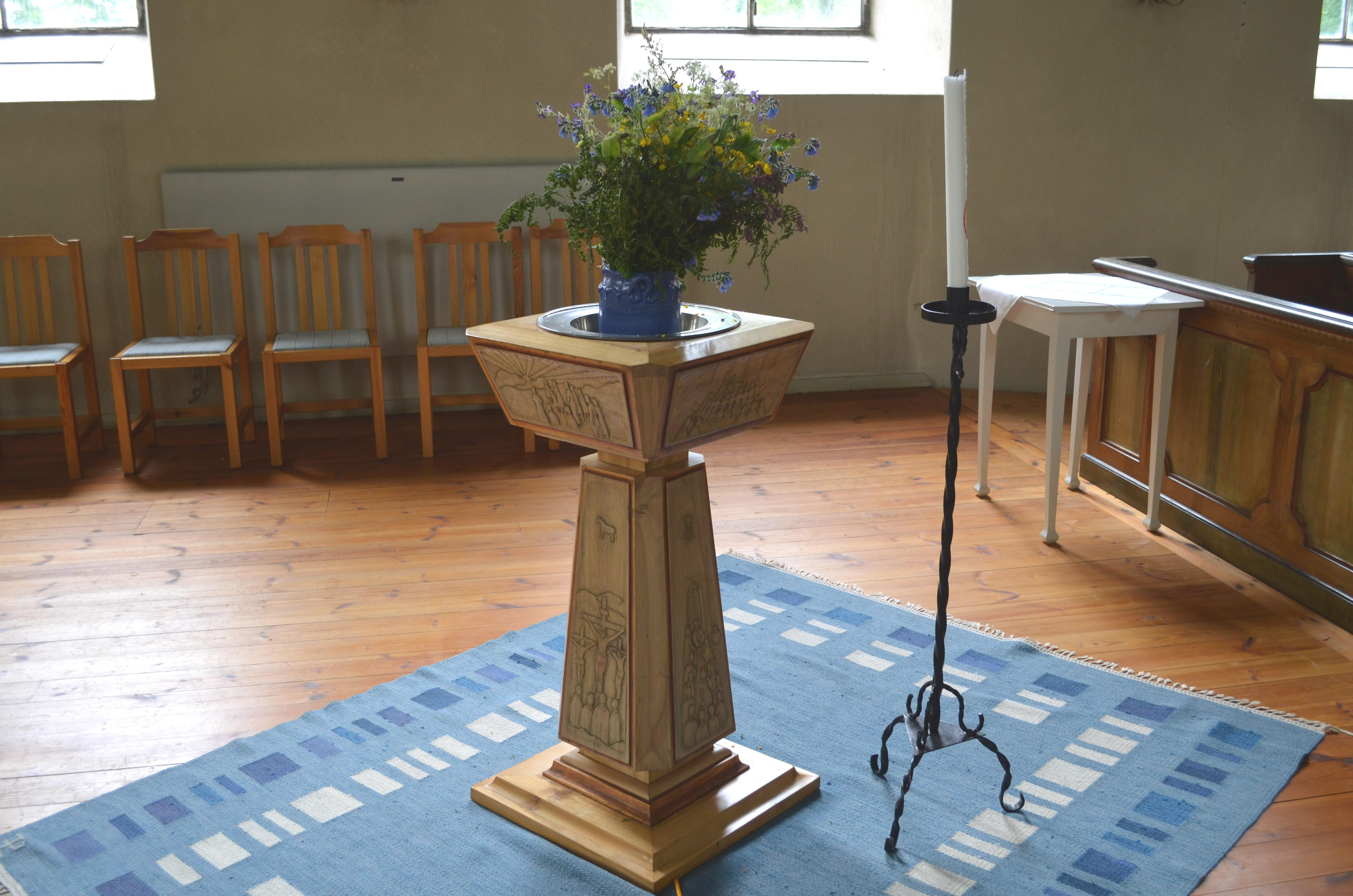
Malexanders kyrkas dopfunt
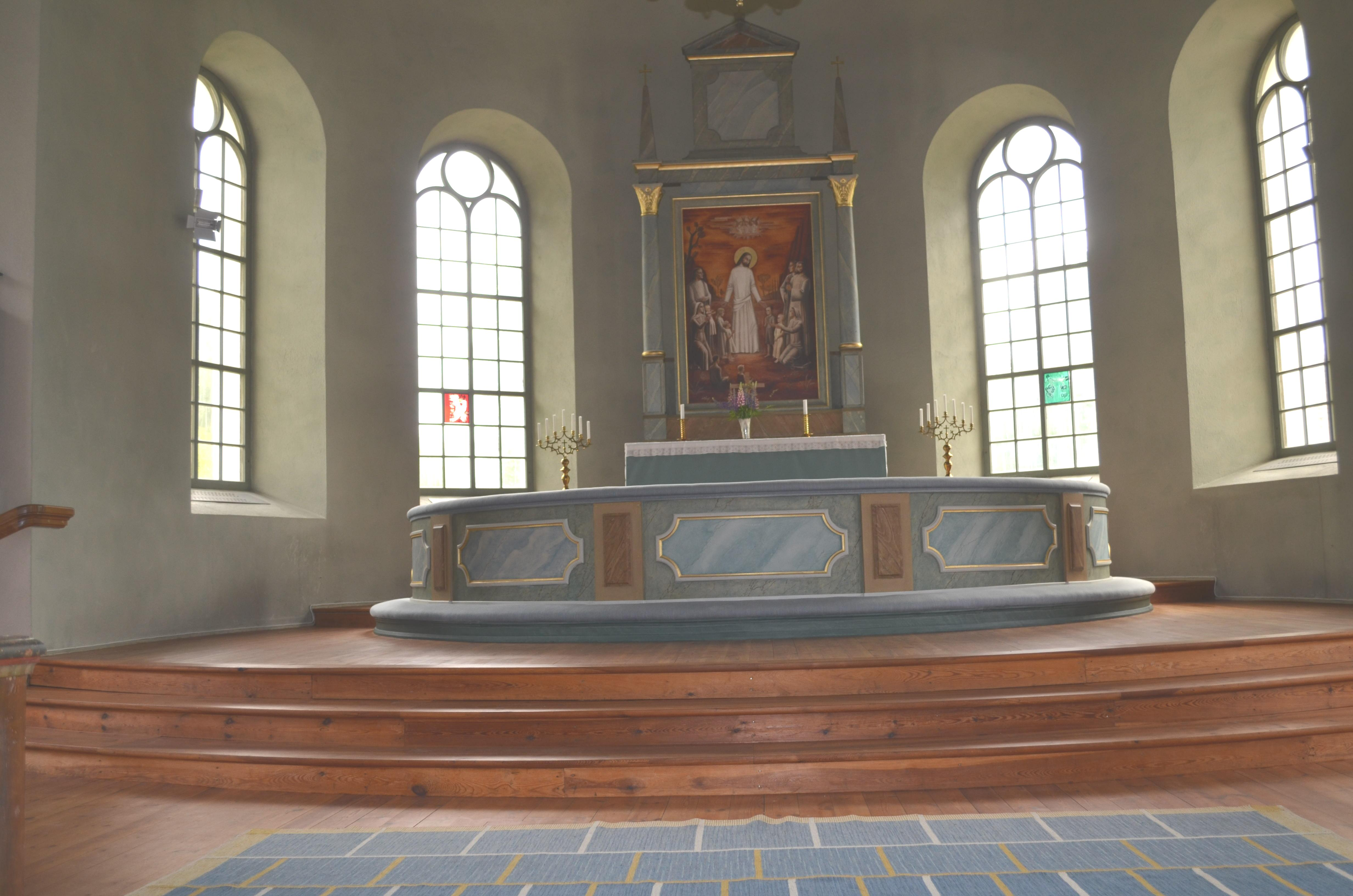
Altaret och Glasmålning av Ch. Crodel.
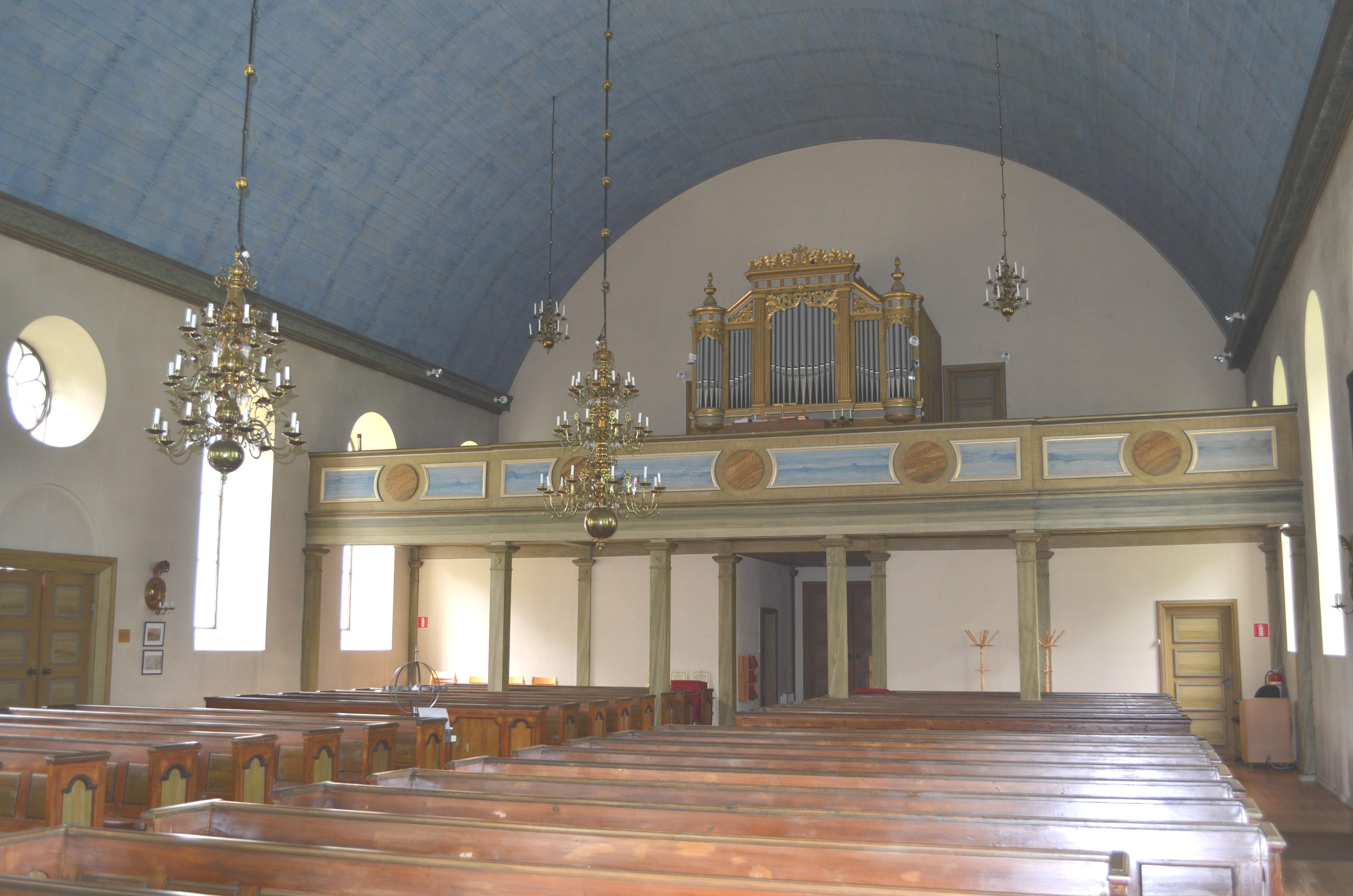
Malexanders kyrkas orgelläktare
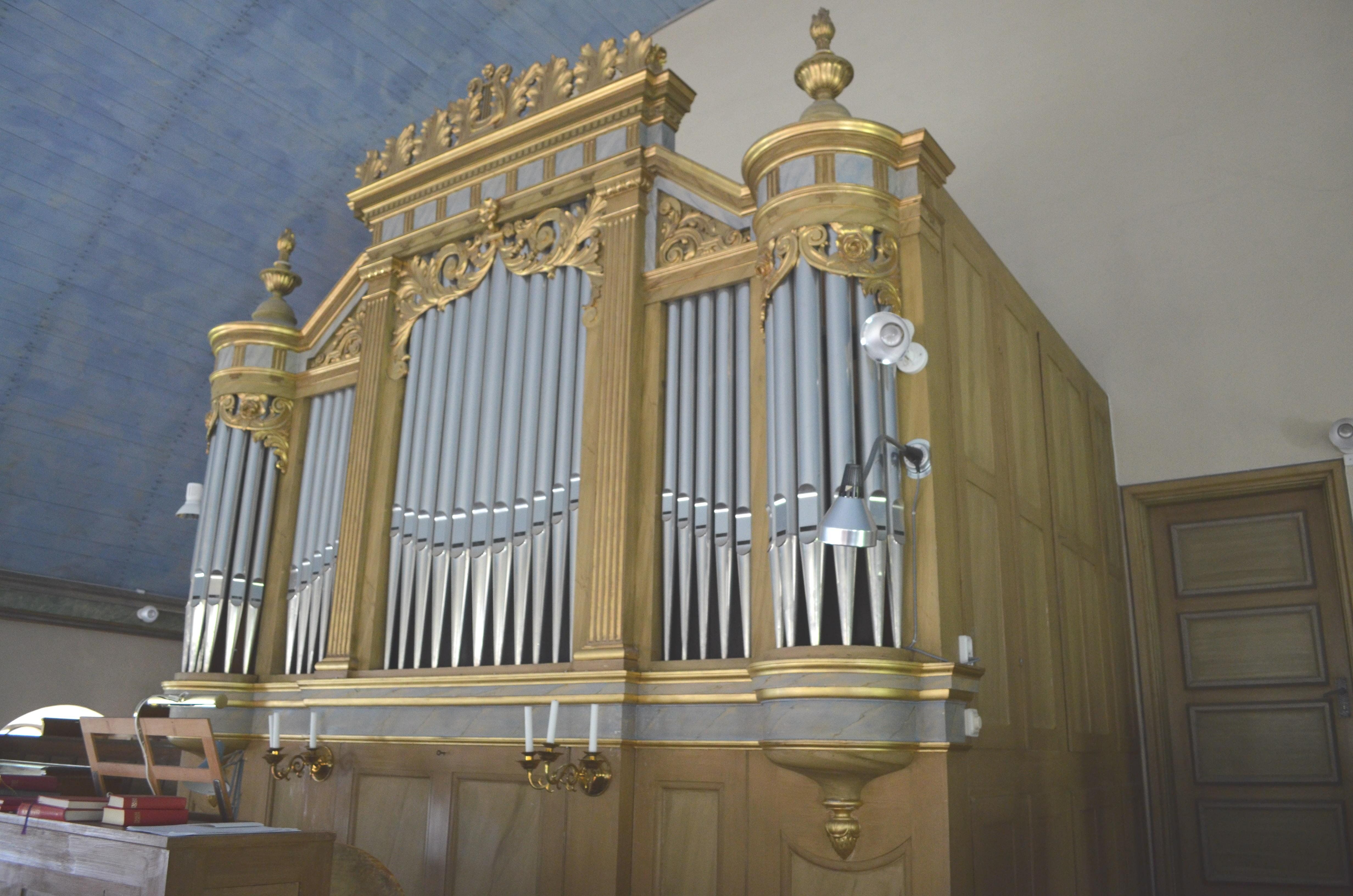
Malexanders kyrkas kyrkorgel